# Армянская АЭС
Армянская АЭС (Мецаморская АЭС; арм. Հայկական ատոմային էլեկտրակայան) — атомная электрическая станция, построенная в период с 1969 по 1977 год на территории Армянской ССР вблизи города Мецамор (станция расположена в 26 км от окраин Еревана). Состоит из двух энергоблоков с реакторами типа ВВЭР-440.
Установленная тепловая мощность одного блока составляет 1375 МВт, электрическая мощность — 407,5 МВт.
Среднегодовое производство электроэнергии, в зависимости от продолжительности ремонтных кампаний, на ААЭС колеблется в пределах 2,3—2,5 миллиарда кВт⋅ч.

## История
Решение о строительстве АЭС в Армении было принято на совместном заседании Совета Министров и ЦК КПА в августе 1966 года, и в августе 1969 года проект первой очереди Армянской АЭС (ААЭС) с двумя энергоблоками ВВЭР-440 был утверждён Советом Министров СССР.

Генеральным проектировщиком АЭС было назначено Горьковское отделение института «Атомтеплоэлектропроект». Главные трудности для проектировщиков были связаны с высокой сейсмичностью района размещения АЭС при полном отсутствии нормативной базы.
Научное руководство строительством и эксплуатацией осуществлял Институт атомной энергии имени И. В. Курчатова, а отдельные узлы и системы проектировали ленинградский Теплоэлектропроект, институты «Армгидроэнергопроект», «Армэлектросетьпроект» — всего более 50 проектно-конструкторских и научно-исследовательских организаций СССР. Изготовляли и поставляли на станцию основное оборудование такие предприятия, как ЗиО-Подольск, «Ижорские заводы», «Уралмаш», «Кировский завод» и ещё около сотни предприятий. Непосредственно к строительству приступили в 1970 году. Директором АЭС в тот период был Р. С. Галечян, начальником управления строительства — А. Г. Меликсетян.
Энергоблок с реакторной установкой ВВЭР-440 (тип В-270) представлял собой улучшенный и модернизированный вариант энергоблока № 3 Нововоронежской АЭС. Принятое 8-балльное сейсмическое исполнение ААЭС обусловило ряд особенностей проекта.
Первый энергоблок Армянской АЭС был введён в эксплуатацию 22 декабря 1976 года, второй — 5 января 1980 года.
В 1983 году, после утверждения проекта второй очереди ААЭС (два энергоблока ВВЭР-440, тип В-213) были начаты строительные работы по возведению третьего и четвёртого энергоблоков, однако после аварии на Чернобыльской АЭС в 1986 году все строительные работы были свёрнуты.
Потребители:
- Ереванский автомобильный завод,
- Ереванский завод запчастей,
- Ереванский завод автопогрузчиков,
- Ереванский завод гидроаппаратуры

### Авария 15 октября 1982 года
С 5 по 15 октября на станции работала проверка Главного управления пожарной охраны МВД Советского Союза, которая составила 20-страничный негативный отчет о работе пожарных атомной станции.
В день отъезда в 9:58 происходит возгорание в 16 шахте 2 блока АЭС и на насосной станции автоматической системы пожаротушения. Усилия персонала по запуску системы пожаротушения оказались безрезультатными. Пожар распространялся.
В 12:45 контроль над реактором был утерян. На пульте управления реактором работа была возможна только в противогазе. Станция лишилась как внутреннего, так и внешнего энергоснабжения. Система охлаждения вышла из строя, было зарегистрировано опасное скопление водорода. Температура в реакторе стала повышаться, что могло привести к взрыву. Вышли из строя генераторы, турбины, трансформатор, насосы, важнейшие 20-метровые кабельные линии.
На место пожара прибывали пожарные подразделения из Еревана и близлежащих районов. Работы по пожаротушению продолжались 7 часов. Общие работы, в результате которых пожар был полностью потушен, а реактор приведён в состояние покоя, растянулись на 3 дня. В работах участвовало 110 сотрудников пожарной службы. Общий ущерб составил около 1 млн рублей.

### Остановка и повторный запуск АЭС
7 декабря 1988 года в 11:41 в северных районах Армении (г. Спитак) произошло землетрясение силой свыше 7 баллов (MSK-64). И хотя атомная станция полностью сохранила свою работоспособность, Постановление № 24 от 15 января 1989 года Совета Министров Армянской ССР гласило: «…Учитывая общую сейсмическую обстановку в связи с землетрясением на территории Армянской ССР… остановить первый блок ААЭС с 25 февраля и второй блок с 18 марта 1989 года».
Во время землетрясения на атомной станции находился весь персонал станции, а также смена, прибывшая в этот день (по случайному совпадению) на «пыльный день» или «доработку часов».
Во время землетрясения оборудование атомной станции, а также здания и сооружения выдержали толчок, оценённый специалистами в 6,25 по шкале Рихтера, согласно показаниям станционных приборов и близлежащих сейсмических центров. Станция была рассчитана на землетрясение до 9,5 условных единиц по шкале Рихтера, прочность зданий обеспечивалась гидроамортизаторами, которые в случае землетрясения жёстко связывали фундамент (моноплиту) и оборудование, не позволяя последнему перемещаться под воздействием толчков и инерции. Надёжность оборудования и правильные действия персонала позволили избежать аварии, а также паники среди неквалифицированного персонала и мирного населения.
Совет Министров СССР и Совет Министров Армянской ССР приняли решение об остановке Армянской АЭС в связи с большой опасностью её работы в условиях сейсмически неустойчивой зоны и вероятностью повторных толчков. До своей остановки ААЭС выработала 48 446 млн кВт⋅ч электроэнергии.
После остановки ААЭС на блоке № 1 в корпусах шести парогенераторов были сделаны по 2 выреза диаметром ~1 м (для металловедческих исследований). В результате этого блок № 1 был приведён в негодность (восстановить парогенераторы невозможно, а замена стоит очень дорого). Оборудование блоков АЭС было частично разукомплектовано и продано.
Однако в дальнейшем, учитывая энергетическую ситуацию, блокаду транспортных коммуникаций и отсутствие собственных энергоносителей (см. Энергетика Армении), правительство Республики Армения 7 апреля 1993 года приняло решение «О начале восстановительных работ и возобновлении эксплуатации второго энергоблока Армянской АЭС».
5 ноября 1995 года 2-й энергоблок ААЭС, находившийся в законсервированном виде 6,5 лет, был запущен. После перезапуска энергоблока, исходя из имеющихся проблем с безопасностью, мощность энергоблока была ограничена до 92 % номинальной, то есть разрешенная тепловая мощность энергоблока не должна превышать 1240 МВт (или 375 МВт электрической мощности) (на аналогичных АЭС в Финляндии и России мощность наоборот была увеличена до 510 МВт (АЭС Ловииса) и 470 МВт (Кольская АЭС)).
После повторного пуска ААЭС выбросы радиоактивных веществ в окружающую среду уменьшились в 2,5 раза по сравнению с периодом до 1989 года; это обстоятельство объясняется тем, что в период подготовки к повторному пуску на Армянской АЭС огромное внимание уделялось безопасности станции и, в частности, радиационной безопасности (однако на АЭС с реакторами ВВЭР при нормальной эксплуатации выбросы радиоактивных вещество составляют ~ 1 % от допустимых).
В 2019 году АЭС вырабатывала 34 % всей производимой в Армении электроэнергии.

### Дискуссия с ЕС о закрытии АЭС
Евросоюз настаивал на консервации либо модернизации АЭС и был готов безвозмездно выделить на это 200 млн евро (переговоры «Евроатом» — Минэнерго Армении 2007 года). Впоследствии ЕС также заявлял, что «невозможно улучшить настолько, чтобы она полностью соответствовала международным требованиям безопасности» и поставил условие о её закрытии.
Проблема заключается в нахождении альтернативных источников энергии и определении сроков закрытия станции. Решением вопроса могло бы стать строительство новой АЭС, стоимость которой, по некоторым оценкам, составит 5 млрд долларов.

### Управление АЭС
К 2003 году у Армянской АЭС накопилась задолженность перед российскими поставщиками ядерного топлива, которая составила 40 млн долларов. Был составлен график погашения долгов, и в качестве гарантии российская сторона потребовала контроля над финансовыми потоками. С сентября 2003 года АЭС была передана в доверительное управление ОАО «Интер РАО ЕЭС» сроком на 5 лет, а в 2008 году договор был пролонгирован до 2013 года. Энергохолдинг обязался обеспечить бесперебойную и безопасную деятельность Армянской АЭС, а также ежегодно ввозить ядерное топливо для станции. В 2012 году «Интер РАО», недовольное условиями договора, выступило инициатором его досрочного прекращения.

### Хронология модернизации
Системы безопасности энергоблока в ходе эксплуатации совершенствовались и поддерживались в должном состоянии, но оборудование систем производства электроэнергии (турбины, генераторы, трансформаторы, градирни, ОРУ, насосы, трубопроводы, арматура) практически находилось на пределе функциональности.
С целью продления срока эксплуатации 2-го энергоблока ААЭС до 2026 года министр энергетики Армении Ерванд Захарян и глава «Росатома» Сергей Кириенко 20 декабря 2014 года подписали договор о модернизации ААЭС.
В 2016 г. Армения взяла кредит у России на общую сумму в 270 миллионов долларов, и ещё 30 миллионов долларов в виде грантов, чтобы начать работы по реконструкции и переоснащению Мецаморской АЭС. По данным на сентябрь 2019 года из 270 млн долларов армянская сторона получила 200 млн долларов, однако оставшиеся 70 миллионов долларов так и не были переданы, а вопрос их дальнейшей передачи постоянно откладывался компанией «Росатом».
Из общего объёма инвестиционной программы (стоимостью в 300 млн долларов) 170 млн долларов предполагалось направить на повышение уровня безопасности.
Модернизацию намечалось завершить к концу 2020 года. 

В результате проведения работ в рамках программы по продлению срока эксплуатации второго энергоблока предполагалось увеличение установленной мощности на 10 % (40—50 МВт).
Генеральным подрядчиком работ по модернизации Армянской АЭС выступило АО «Русатом Сервис», входящее в Электроэнергетический дивизион Госкорпорации «Росатом».
В конце 2017 был доставлен первый турбогенератор российского производства номинальной мощностью 236 МВт, для замены установленного на АЭС.
Второй должен быть доставлен в декабре 2018 года. На станцию был также доставлен новый пароконденсатор российского производства.
Для проведения модернизации предусматривался перевод станции в апреле 2018 года на 50-процентный режим, затем 1 июня — полная остановка. 1 августа станция была запущена на 50 %, 1 декабря — запущена полностью.
14 апреля 2018 года был остановлен турбоагрегат № 4 (турбина, генератор, главный трансформатор) для его частичной модернизации (замена конденсаторов, сепараторов). Работы вела российская компания «Атомэнергоремонт».
1 июня 2018 года на два месяца был остановлен реактор (по программе стандартной ежегодной ремонтной кампании) и турбоагрегат № 3 (для частичной модернизации). Провелась полная модернизация цилиндров высокого и низкого давления турбины № 3, замена генератора № 3, токопроводов, главного трансформатора № 3, оборудования вспомогательных систем. 1 августа 2018 года был проведён пуск энергоблока с частично модернизированным турбоагрегатом № 4. 1 декабря 2018 года был введён в эксплуатацию турбоагрегат № 3.
В сентябре 2018 года украинское АО «Турбоатом» почти на два месяца раньше установленного контрактом срока закончило работу над оборудованием для модернизации второй турбины К-220-44. В 2019 году на втором энергоблоке Армянской АЭС продолжался планово-предупредительный ремонт (ППР), после завершения которого, в сентябре 2019 года, энергоблок был выведен на энергетический уровень мощности и подключен к энергосети страны. В рамках ремонта был выполнен большой объём работ, в частности произведена полная выгрузка ядерного топлива из реактора, промывка и подготовка его к контролю, проведено инструментальное обследование корпуса реактора и предварительный анализ результатов, завершено инструментальное обследование элементов 1-го и 2-го классов безопасности с предварительным заключением, восстановительный ремонт четырёх каналов системы управления и защиты (СУЗ) реактора на верхнем блоке реактора, модернизирована (замена электрооборудования) система управления и защиты (СУЗ) реактора, спринклерная система, обеспечивающая целостность здания реакторного отделения при аварийных ситуациях, завершен процесс замены теплоизоляции трубопроводов и оборудования системы первого контура, преобразующего тепловую энергию ядерного топлива в энергию «острого пара», направляемого на турбины, а также отдельных насосов, арматуры, элементов трубопроводов систем 2-го и 3-го классов безопасности, блоков аккумуляторов системы надежного питания. Кроме того, были завершены работы по модернизации турбины № 3, которые были начаты в 2018 году. Вместе с тем продолжились работы на оборудовании второго комплекта турбина-генератор-трансформатор, завершающие модернизацию оборудования машинного зала в турбинном цеху. Ожидалось, что проведение таких работ повысит отпускную мощность энергоблока на 10 % за счет коэффициента полезного действия.
1 июля 2020 года Армянская АЭС в рамках модернизации и продления срока эксплуатации второго энергоблока АЭС остановилась на очередной плановый ремонт. Был проведён ремонт реактора, замена информационно-вычислительной системы, обследование и оценка технического состояния приводов кассет АРК, а также контроль металла основного оборудования I контура. Станция была подготовлена к модернизации системы аварийного охлаждения активной зоны реактора и к отжигу корпуса реактора, который позволил бы на 80—85 % вернуть исходные характеристики металлической оболочки реактора. На станцию была доставлена установка для восстановительного отжига реактора и завершена его сборка.
По словам министра территориального управления и инфраструктур Армении Сурена Папикяна, после проведения модернизации возможно будет продлить эксплуатацию АЭС до 2036 года.
В 2021 году МИД Азербайджана обратилось к международным организациям с целью мобилизовать усилия для закрытия Армянской АЭС ввиду, указывая высокий износ объекта и невозможности модернизации до международных стандартов. Ранее, в ходе армяно-азербайджанского конфликта, Министерство обороны Азербайджана угрожало обстрелять АЭС, в случае, если Ереван решит нанести удары по стратегическим объектам Азербайджана.
В январе 2021 года генеральный директор Армянской атомной электростанции Эдуард Мартиросян заявил: «После успешного проведения в этом году всех запланированных мероприятий Государственный комитет по регулированию ядерной безопасности при правительстве Армении продлит лицензию на эксплуатацию станции до 2026 года. Кроме того, после проведения процедуры отжига на АЭС восстановятся физико-механические свойства корпуса реактора и станцию можно будет эксплуатировать и после 2026 года».
15 мая 2021 года на Армянской АЭС стартовал ключевой ППР в рамках модернизации и продления срока эксплуатации станции. АЭС остановилась на 141 день — это самый продолжительный ППР с начала реализации проекта. Столь долгая остановка связана с заключительными важными работами по модернизации второго энергоблока Армянской АЭС, в ходе которого будет проведен восстановительный отжиг реактора. Восстановление физико-механических свойств корпуса реактора позволят эксплуатировать его и после 2026 года — как минимум ещё до 2036 года. В июле на Армянской АЭС завершились работы по восстановительному отжигу корпуса реактора энергоблока № 2. До проведения отжига был выполнен контроль корпуса реактора неразрушающими методами (визуально-измерительный, токовихревой и ультразвуковой). Работы по отжигу проводили специалисты Армянской АЭС совместно со специалистами российских компаний и организаций, среди которых АО ОКБ «ГИДРОПРЕСС», АО «НПО «ЦНИИТМАШ», АО «Атомэнергоремонт», НИЦ «Курчатовский институт», ЦНИИКМ «Прометей». Организацию работ в рамках контракта по модернизации осуществляло АО «Русатом Сервис», входящее в электроэнергетический дивизион Госкорпорации «Росатом». Для сравнения результатов проводились работы по повторной проверке. Пуск энергоблока был запланирован на 2 октября 2021 года.
В декабре 2023 года «Русатом Сервис» и «Айкакан атомайин электракаян» (арм. Հայկական ատոմային էլեկտրակայան) заключили соглашение о продлении срока эксплуатации Армянской АЭС до 2036 года, правительство Армении планирует выделить до 65 млн долл. для «Росатома» за продление работы АЭС.

## Энергоблоки
| Энергоблок  | Тип реакторов | Тепловая мощность  | Тепловая мощность | Электрическая мощность | Электрическая мощность | Начало строительства | Подключение к сети | Ввод в эксплуатацию | Закрытие    |
| Энергоблок  | Тип реакторов | Разрешенная (92 %) | Проектная         | Разрешенная (92 %)     | Проектная              | Начало строительства | Подключение к сети | Ввод в эксплуатацию | Закрытие    |
| ----------- | ------------- | ------------------ | ----------------- | ---------------------- | ---------------------- | -------------------- | ------------------ | ------------------- | ----------- |
| Армянская-1 | ВВЭР-440/270  | 1240               | 1350 МВт          | 376 МВт                | 407,5 МВт              | 01.07.1969           | 22.12.1976         | 06.10.1977          | 25.02.1989  |
| Армянская-2 | ВВЭР-440/270  | 1240               | 1350 МВт          | 375 МВт                | 407,5 МВт              | 01.07.1975           | 05.01.1980         | 03.05.1980          | 2036 (план) |

После модернизации ААЭС будет разрешена эксплуатация на полную проектную мощность.
Выработка электроэнергии на ААЭС:
- в 2015 году — 2,780 миллиарда кВт⋅ч (самая высокая)
- в 2018 году — 1,862 миллиарда кВт⋅ч (план)
- в 2019 году — 1,330 миллиарда кВт⋅ч (план)
- с 2021 года — 3,0-3,3 миллиарда кВт⋅ч ежегодно (план)

## Утилизация отходов
Отработавшее ядерное топливо подлежало отправке на специализированные российские предприятия, однако это стало невозможным после блокады внешних железнодорожных путей Армении. В рамках возобновления эксплуатации ААЭС после её многолетней остановки (с 1989 по 1995 год) на промышленной площадке станции было сооружено специальное сухое хранилище отработавшего ядерного топлива (СХОЯТ) по проекту и с помощью французской компании AREVA. Потребности ААЭС в данном направлении обеспечиваются постоянным расширением хранилища (сооружением новых горизонтальных модулей хранения), выполняемом вне программы продления срока эксплуатации (ПСЭ) в рамках эксплуатационных процедур.
С переходом на новое более обогащенное ядерное топливо возникла проблема дополнительных мест для промежуточного «мокрого» хранения топлива в станционных бассейнах выдержки, поскольку для нового топлива значительно увеличен срок достижения допустимых уровней остаточного тепловыделения и радиации, при которых возможна их транспортировка в СХОЯТ. Для решения этой проблемы в рамках программы ПСЭ в 2019 году планировалась модернизация бассейна выдержки энергоблока № 2 ААЭС с установкой в нём стеллажей уплотнённого хранения ОЯТ, увеличивающих почти вдвое количество ячеек.
Ещё около 15 % суммы кредита на продление деятельности ААЭС до 2026 года планировалось затратить на модернизацию систем обращения с радиоактивными отходами и отработавшим ядерным топливом.
Лицензию хранилища для низкоактивного ядерного топлива выданная на 20 лет (до 2020 года) предполагалось продлить ещё на 30 лет. По состоянию на 2019 год хранилище было заполнено на 20 %.

## Вопросы безопасности

### Проблемы
- Станция спроектирована с расчетом на 8-балльное землетрясение. Но район имеет бо́льшую сейсмическую активность. Во время Спитакского землетрясения толчки достигали 10 баллов в Спитаке и 9 баллов в Гюмри (по шкале MSK-64, или 7.2 балла по шкале Рихтера). Именно поэтому станция была закрыта советским руководством.
- Станция расположена всего в 26 км от окраин Еревана, что значительно меньше чем расстояния между Чернобыльской АЭС и Киевом или Ленинградской АЭС и Санкт-Петербургом. 30 километровая зона вокруг Чернобыльской АЭС стала полностью запретной зоной. То есть в случае аварии может потребоваться эвакуация Еревана.
- Количество радиоактивных материалов на станции значительно увеличилось из-за хранения радиоактивных отходов на площадке станции, что не было предусмотрено проектом.
- Станция имеет всего один энергоблок, но в то же время вырабатывает до 40 % электроэнергии Армении, что создает проблемы при ремонтах или внеплановых остановках.

В мае 2011 года министр энергетики и природных ресурсов Армении Армен Мовсисян сообщил, что в результате моделирования чрезвычайной ситуации, ставшей причиной выхода из строя японской АЭС «Фукусима-1», был сделан вывод, что подобные риски для Армянской АЭС отсутствуют.

## Галерея

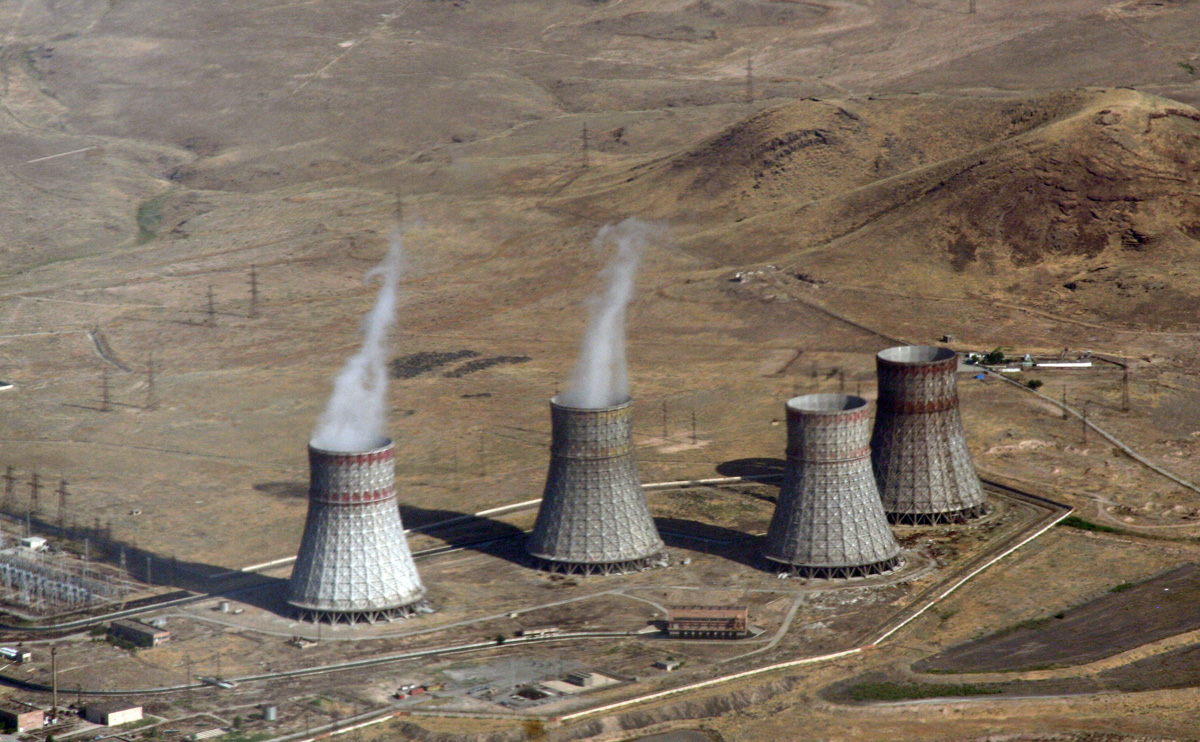
Градирни станции
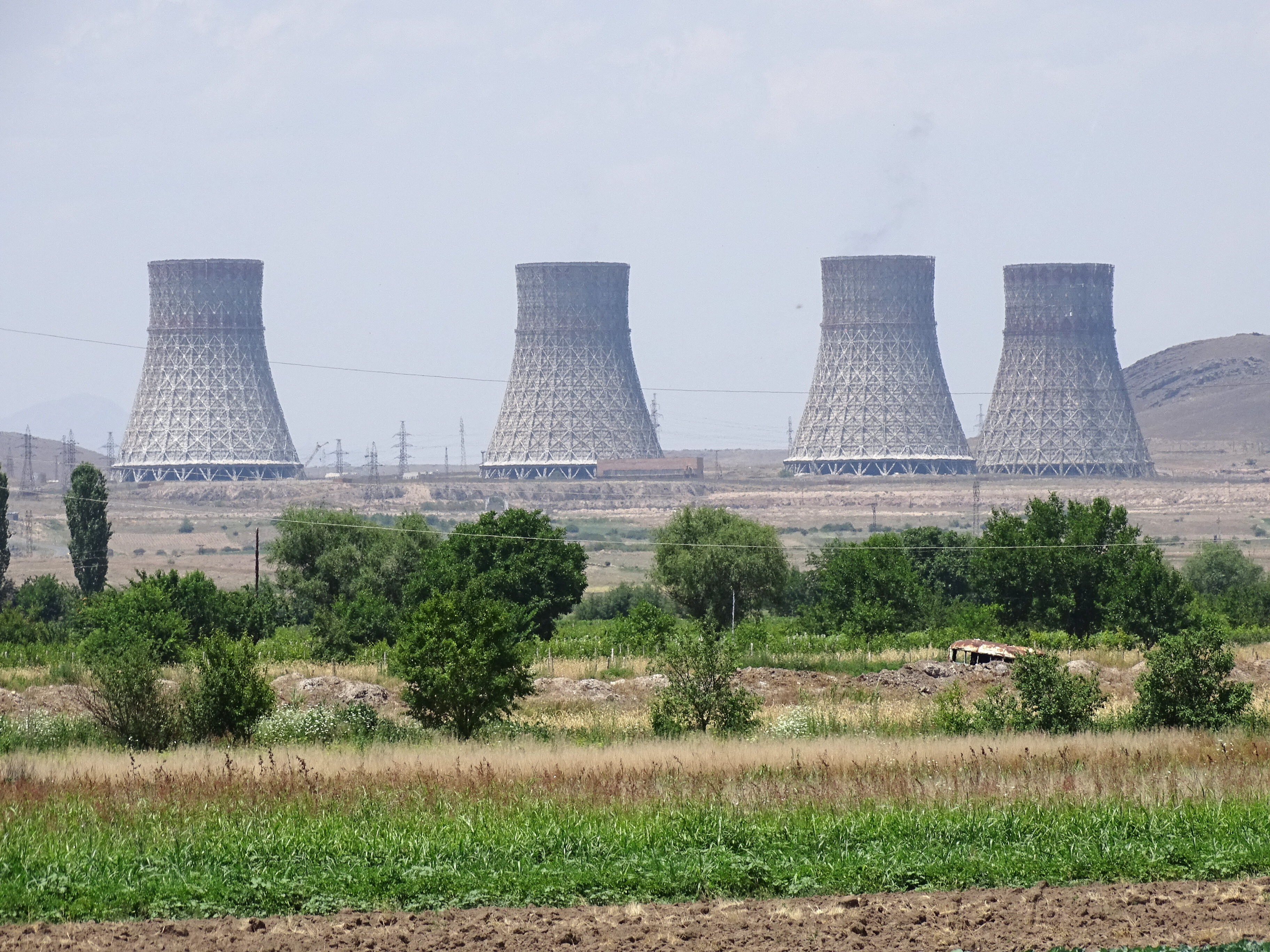

## Армянская АЭС в культуре

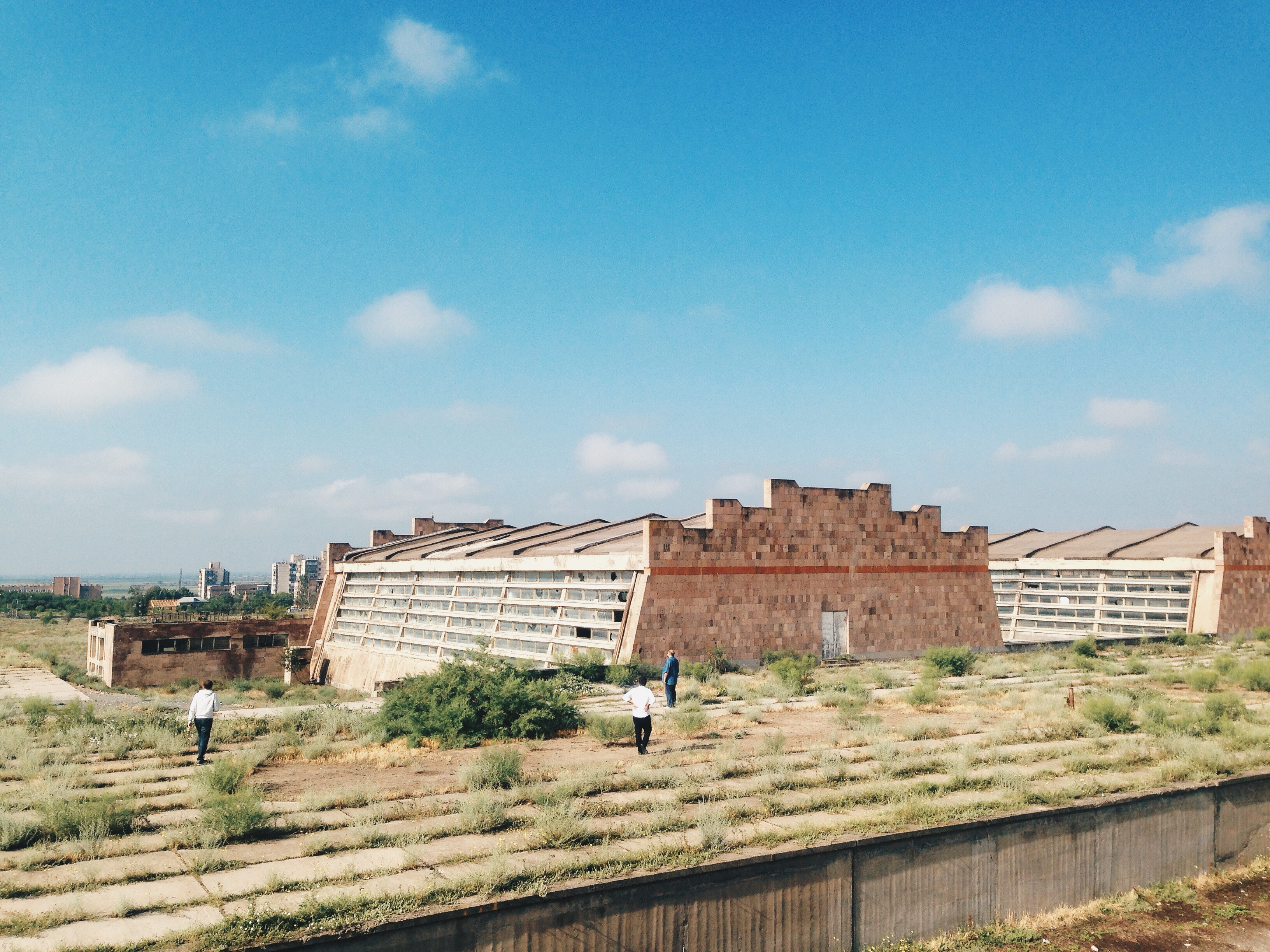
Мецамор Спорткомплекс с 2 залами и бассейном, построен в 1975—1986 гг.

В 1969 году рядом со станцией для работников АЭС построен город Мецамор. Город спроектирован советским архитектором Мартыном Григорьевичем Микаеляном, название города было взято от соседней древней крепости.
Возведение Армянской АЭС частично задокументировано в художественном фильме «Ксения, любимая жена Фёдора» (1974 год). Часть сцен фильма снимали на строительных площадках Армянской АЭС.